# Tierra y Libertad, Sonora
Tierra y Libertad är en ort i Mexiko.   Den ligger i kommunen Huatabampo och delstaten Sonora, i den västra delen av landet, 1 300 km nordväst om huvudstaden Mexico City. Tierra y Libertad ligger 42 meter över havet och antalet invånare är 106.
Terrängen runt Tierra y Libertad är platt. Runt Tierra y Libertad är det ganska tätbefolkat, med 67 invånare per kvadratkilometer. Närmaste större samhälle är Álvaro Obregón, 7,6 km sydost om Tierra y Libertad. Omgivningarna runt Tierra y Libertad är i huvudsak ett öppet busklandskap.